# Oued Zeramna
 (mai 2014).
 (mai 2014).
Si vous disposez d'ouvrages ou d'articles de référence ou si vous connaissez des sites web de qualité traitant du thème abordé ici, merci de compléter l'article en donnant les références utiles à sa vérifiabilité et en les liant à la section « Notes et références ».
L'oued Zeramna (Oued ez Zerâmna) est un cours d'eau d’Algérie passant par Skikda.
À partir de 1839, ont été entrepris un ensemble de travaux qui visaient a assécher le territoire de Philippeville, marécageux et insalubre.
La conséquence pour la rivière en a été:
- La canalisation de l'Oued-Alouah vers la rivière.
- Déversement, au moyen d'un canal de 1 000 mètres, d'eaux de ravinement.
- Écoulement des eaux comprises entre la rivière et l'Oued Saf-Saf.
- Dessèchement des marais de la rive droite.
- Dérivation du Zeramna hors de Skikda.
- Construction d'un pont pour la route de Constantine.

Malgré ces travaux, il arrive encore au Zeramna de déborder lors de fortes intempéries, provoquant de dangereuses inondations.